# Хаклич, Андраш
Андраш Хаклич (хорв. Andraš Haklić; род. 23 сентября 1977, Сомбатхей) — венгерский и хорватский легкоатлет, специалист по метанию молота. Выступал за сборные Венгрии и Хорватии по лёгкой атлетике в 1996—2013 годах, обладатель серебряной медали молодёжного чемпионата Европы, многократный победитель и призёр первенств национального значения, действующий рекордсмен Хорватии в метании молота. Также известен как разгоняющий в бобслее. Участник четырёх летних Олимпийских игр и одних зимних.

## Биография
Андраш Хаклич родился 23 сентября 1977 года в городе Сомбатхей, Венгрия.
Впервые заявил о себе на международном уровне в сезоне 1996 года, когда вошёл в состав венгерской национальной сборной и выступил в метании молота на юниорском мировом первенстве в Сиднее.
В 1997 году метал молот на молодёжном европейском первенстве в Турку.
В 1998 году получил хорватское гражданство и начиная с этого времени выступал за хорватскую национальную сборную. В частности, представлял Хорватию на чемпионате Европы в Будапеште.
Продолжил спортивную карьеру в легкоатлетических командах Университета Луизианы в Монро и Университета Джорджии, неоднократно участвовал в различных университетских соревнованиях, трижды выигрывал первый дивизион чемпионата Национальной ассоциации студенческого спорта (1999, 2001, 2002).
На международной арене продолжал выступать за Хорватию. Так, в 1999 году закрыл десятку сильнейших на Универсиаде в Пальме, завоевал серебряную медаль на молодёжном европейском первенстве в Гётеборге, принял участие в чемпионате мира в Севилье.
Благодаря череде удачных выступлений удостоился права защищать честь страны на летних Олимпийских играх 2000 года в Сиднее — на предварительном квалификационном этапе метания молота показал результат 72,66 метра, чего оказалось недостаточно для выхода в финал.
На чемпионате Европы 2002 года в Мюнхене провалил все три попытки, не показав никакого результата.
В 2004 году участвовал в Олимпийских играх в Афинах, с результатом 74,43 вновь не смог выйти в финал метания молота.
В 2005 году на соревнованиях в американской Мариетте установил ныне действующий национальный рекорд Хорватии в метании молота — 80,41 метра. Помимо этого, был пятым на Средиземноморских играх в Альмерии, стартовал на чемпионате мира в Хельсинки.
На чемпионате Европы 2006 года в Гётеборге стал десятым.
В 2007 году участвовал в чемпионате мира в Осаке.
На Олимпийских играх 2008 года в Пекине сумел выйти в финал, где метнул молот на 76,58 метра и занял итоговое десятое место.
В 2009 году показал седьмой результат на Средиземноморских играх в Пескаре, на чемпионате мира в Берлине и на Всемирном легкоатлетическом финале в Салониках. Также начиная с этого времени пробовал себя в качестве разгоняющего в бобслее, вскоре стал членом хорватской сборной в этом виде спорта.
Как бобслеист в 2010 году участвовал в зимних Олимпийских играх в Ванкувере — стартовал в двух заездах четвёрок, в итоге хорватская команда заняла 20-е место. Как легкоатлет метал молот на чемпионате Европы в Барселоне.
В 2011 году в метании молота выступил на чемпионате мира в Тэгу.
В 2012 году принял участие в чемпионате Европы в Хельсинки. Выполнив олимпийский квалификационный норматив (74,00), благополучно прошёл отбор на Олимпийские игры в Лондоне — на сей раз метнул молот на 70,61 метра и в финал не вышел.
Завершил спортивную карьеру по окончании сезона 2015 года.